# Nikstamalizacja

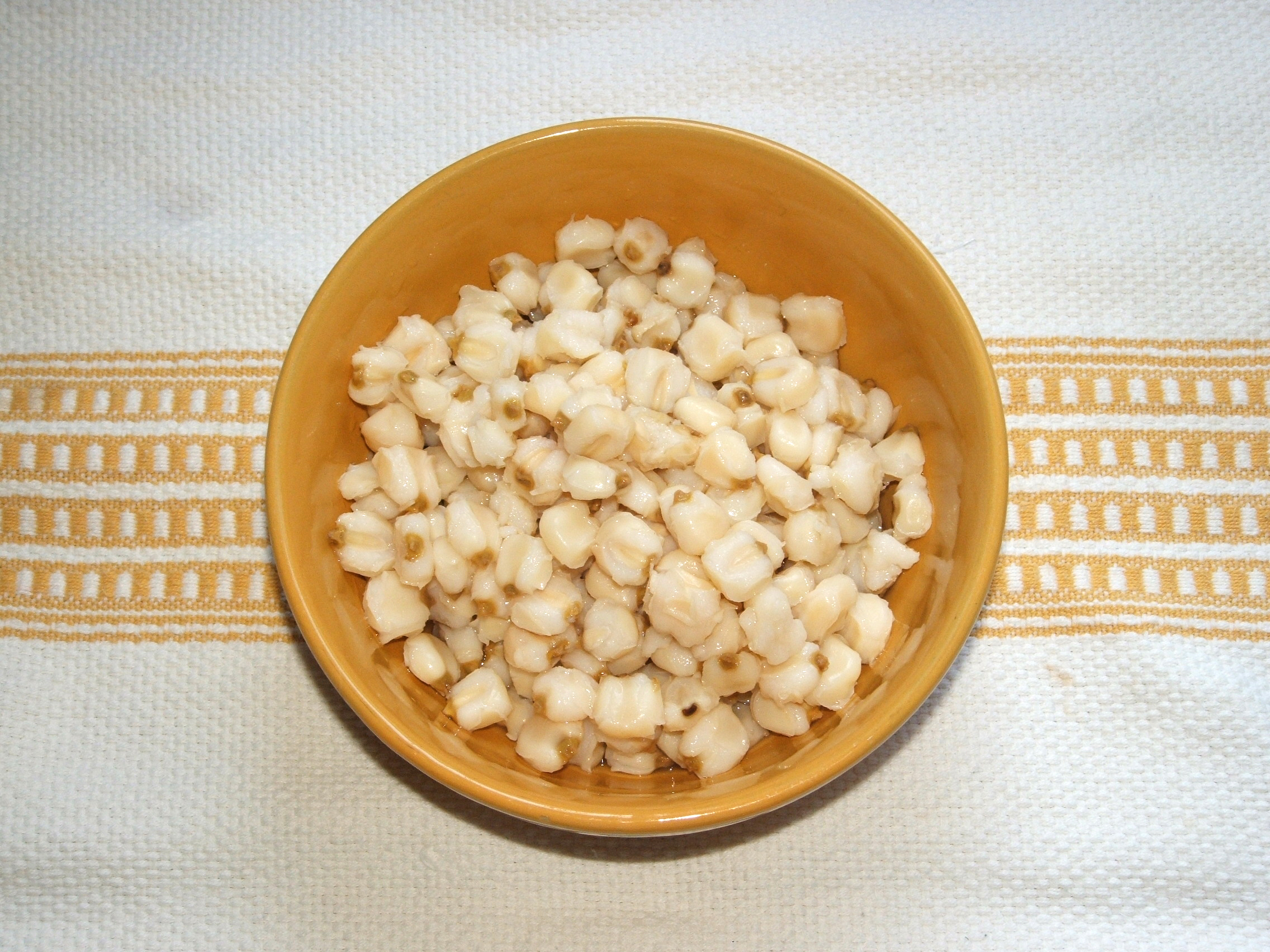
Znikstamalizowana kukurydza

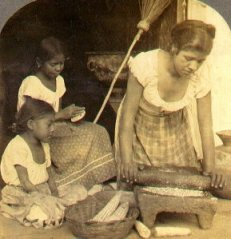
Nixtamal wykorzystuje się przede wszystkim przy sporządzaniu tortilli

Nikstamalizacja (lub: nixtamalizacja) – proces kulinarny stosowany od stuleci na terenie Mezoameryki, polegający na specjalnym przygotowaniu masy kukurydzianej przez gotowanie ziaren kukurydzy w zasadowym roztworze (wodzie wapiennej lub potażu). Nazwa pochodzi z języka nahuatl: nextli (popiół) i tamalli (surowa masa z ugotowanych ziaren kukurydzy).

## Opis procesu
Ziarna kukurydzy gotuje się w glinianym garnku, z dodatkiem wody i wapna (dawniej również popiołu drzewnego, zawierającego węglan potasu). Ugotowaną kukurydzę zostawia się do ostygnięcia przez noc, co pozwala na oddzielenie się łupinki od ziarna. Łupinki oddziela się ręcznie, usuwa się także resztki roztworu wapna, zostawiając samo ziarno. Następnie kukurydzę mieli się na masę zwaną nixtamal, służącą do wypieku tortilli, sporządzania pozole i innych tradycyjnych potraw.

## Znaczenie zdrowotne
Pod wpływem gotowania w alkalicznym roztworze, zwanym nejayote, rozbiciu ulega ściana komórkowa w otoczce ziarna, co sprawia, że pektyna się rozpuszcza, zaś ziarno wchłania wapń lub potas (w zależności od użytego środka). Skrobia ulega rozpuszczeniu, zaś gotowanie sprawia, że białka i inne składniki odżywcze zawarte w ziarnie stają się łatwiej przyswajalne. Nikstamalizacja zwiększa również dostępność niacyny zawartej w ziarnie kukurydzy, co eliminuje zagrożenie rozwojem pelagry, związanej w innych częściach świata, gdzie nie stosowano nikstamalizacji, ze spożyciem kukurydzy jako podstawowego pożywienia i niedoborem niacyny.